# José María Arrate
José María Arrate Llosa (Bilbao, España, 16 de septiembre de 1940) es un empresario y exdirigente deportivo español, especialmente conocido por haber sido presidente del Athletic Club durante siete años, de 1994 a 2001.

## Biografía

### Como empresario
José María Arrate es un empresario del sector vinícola, propietario de bodegas en varias localidades del País Vasco. También ha ocupado cargos directivos en empresas del sector de la construcción.

### Como dirigente deportivo
Socio del Athletic Club desde los doce años, ingresó en la directiva del club como portavoz de la Junta Directiva presidida por Jesús María Duñabeitia. Posteriormente, durante el mandato de Pedro Aurtenetxe, mantuvo este cargo, siendo además vicepresidente del club. Con ocasión del secuestro por parte de ETA del empresario y también directivo del club, Juan Pedro Guzmán fue el portavoz de la familia.
Tras ocho años como directivo, en 1990 se presentó a las elecciones, tras renunciar Aurtenetxe a una nueva reelección. Arrate, considerado el candidato continuista y más afín al Partido Nacionalista Vasco (PNV), tuvo como oponentes en la carrera electoral a José Antonio Llantada -que se retiró a última hora-, Santiago Francés y José Julián Lertxundi, excompañero de Junta Directiva que había pasado a liderar la oposición a Aurtenetxe. Finalmente, fue Lertxundi quien se impuso en las urnas con una amplia mayoría: 8516 votos, por delante de los 5109 que recibió Arrate y los 750 de Francés.
Cuatro años más tarde, el 8 de junio de 1994, Lertxundi y Arrate volvieron a enfrentarse en una jornada electoral. En esta ocasión, fue Arrate quien accedió a la presidencia, al obtener el voto de 8089 socios (el 46 % de los votantes), por delante del 38 % de apoyos a Lertxundi y del 15 % que recibió José María Gorordo.
Nada más acceder al cargo, Arrate dio un giro a la tradicional política vendedora del Athletic, pasando a ser un club comprador, con la contratación de los internacionales Bittor Alkiza y Jon Andoni Goikoetxea. Otra incorporación mediática fue la del doctor Sabino Padilla -que había saltado a la fama como responsable de la preparación física de Miguel Induráin-, al que Arrate ofreció un contrato blindado como jefe de los servicios médicos del club. Pese a todo, el equipo protagonizó una irregular campaña y Javier Irureta, la apuesta personal de Arrate para el banquillo, dimitió antes de finalizar la temporada.
El verano de 1995 Arrate dio un nuevo golpe de efecto en el mercado de traspasos al pagar 550 millones de pesetas para contratar a la estrella emergente de la Real Sociedad, Joseba Etxeberría. Un desembolso que, sin embargo, no evitó una de las peores campañas en la historia del club, que luchó por evitar el descenso. Los bilbaínos terminaron decimoquintos, su peor clasificación liguera hasta esa fecha.
Tras este fracaso, Arrate armó su mejor proyecto, un ciclo que duró dos años y con el que consiguió los mayores éxitos de su mandato. Fichó al técnico Luis Fernández, que venía de triunfar con el PSG, mantuvo a sus principales estrellas –a pesar de la marcha de Aitor Karanka, logró blindar a Julen Guerrero- y volvió a situar al Athletic como un club comprador, con fichajes como el que sería campeón del mundo Bixente Lizarazu o los internacionales españoles Ismael Urzaiz, Mikel Lasa, Patxi Ferreira, Rafa Alkorta, y, sobre todo, Roberto Ríos. Los 2000 millones de pesetas invertidos en su contratación le convirtieron en el fichaje más caro de la historia de la entidad y la cantidad más alta jamás pagada, hasta aquella fecha, por un futbolista español.
Con estos mimbres, en 1997 el Athletic consiguió clasificarse para la Copa de la UEFA y, un año más tarde, coincidiendo con la celebración del centenario del club, logró el subcampeonato de liga, lo que le permitió disputar la Liga de Campeones después de catorce años de ausencia. Arropado por estos éxitos deportivos, Arrate convocó elecciones anticipades en 1997, y fue reelegido sin oposición para cuatro años más de mandato. 
Sin embargo, a partir de la temporada 1999/00, el club se estancó, tanto económica como deportivamente, a pesar de la contratación de varios futbolistas internacionales, como Andoni Imaz, Pablo Orbaiz, Tiko o Santi Ezquerro, por el que había desembolsado 1000 millones de pesetas.
En marzo de 2001, apenas dos meses antes de celebrarse un nuevo proceso electoral, Arrate anunció su intención de no presentarse a la reelección, poniendo fin a siete años de mandato. Su última decisión fue la creación de una marca de ropa deportiva del propio club. No logró, sin embargo, llevar a cabo otros proyectos como la construcción del museo del club, la remodelación de las instalaciones de Lezama o la construcción de un nuevo estadio.
Los comicios se celebraron el 1 de junio de 2001 y la candidatura de Javier Uria, que había sido adjunto a la presidencia de Arrate hasta 1998, fue la elegida para sucederle.

## Fichajes durante su mandato
- 1994: Jon Andoni Goikoetxea y Bittor Alkiza.[1]
- 1995: Joseba Etxeberria.[1]
- 1996: Lizarazu, Urzaiz y José Mari.[1]
- 1997: Alkorta, Ferreira, Roberto Ríos, Lasa, Lacruz, Nagore y Javi González.[1]
- 1998: Ezquerro, Sivori e Imaz.[1]
- 1999: Orbaiz, Tiko.[1]
- 2000: Carlos Merino.[1]